# Kaori Ishihara
Pour les articles homonymes, voir Ishihara.
 Kaori Ishihara  (石原夏織, Ishihara Kaori), née le 6 août 1993, au Japon, est une idole japonaise, chanteuse et seiyū, membre des groupes de J-pop HAPPY! STYLE, Team Dekaris, et du duo YuiKaori. Elle débute en 2008, en rejoignant HAPPY! STYLE en tant que débutante Happy Style Rookies.
Elle prête sa voix à Shōta Magatsuchi dans Miss Kobayashi's Dragon Maid et Ram / White Sister dans Hyperdimension Neptunia sur PS3.